# Liste der Kulturdenkmäler in Schopp
In der Liste der Kulturdenkmäler in Schopp sind alle Kulturdenkmäler der rheinland-pfälzischen Ortsgemeinde Schopp aufgeführt. Grundlage ist die Denkmalliste des Landes Rheinland-Pfalz (Stand: 21. Juli 2023).

## Einzeldenkmäler
| Bezeichnung                        | Lage                                            | Baujahr                           | Beschreibung | Bild                           |
| ---------------------------------- | ----------------------------------------------- | --------------------------------- | --- | ------------------------------ |
| Kriegerdenkmal und Grabmäler       | Friedhofstraße, auf dem Friedhof Lage           | 19. und 20. Jahrhundert           | Kriegerdenkmal 1914/18, 1920er Jahre, Figurengruppe; Grabmal Familie Maué, Jugendstil-Schauwand, um 1900/10; Grabmal Elisabeth Scherer, klassizistische Stele, 1828; Grabmal P. und S. Jacob, klassizistische Grabsäule, 1834; Grabmal A. und F. Jacob, klassizistische Stele, 1836; Grabmal Joseph Hoffmann, gotisierend, 1902 | weitere Bilder Fotos hochladen |
| Wohnhaus                           | Hauptstraße 8 Lage                              | 1768                              | stattlicher spätbarocker Krüppelwalmdachbau, bezeichnet 1768, Torhaus, bezeichnet 1788 | weitere Bilder Fotos hochladen |
| Schule                             | Hauptstraße 11a/11b Lage                        | 1904–23                           | zwei Walmdachbauten mit eingestelltem Zwiebelturm, 1904–23 | weitere Bilder Fotos hochladen |
| Rathaus                            | Hauptstraße 13 Lage                             | Mitte des 19. Jahrhunderts        | ehemaliges Rat- und Schulhaus; spätklassizistischer Walmdachbau, Mitte des 19. Jahrhunderts | weitere Bilder Fotos hochladen |
| Hofanlage                          | Hauptstraße 17 Lage                             | erste Hälfte des 19. Jahrhunderts | Vierseithof, erste Hälfte des 19. Jahrhunderts; einfirstartiges klassizistisches Wohnhaus, Torbau | Fotos hochladen                |
| Bahnhof Schopp                     | nördlich des Ortes unterhalb der B 270 Lage     | um 1910                           | Walmdachbauten mit offener Wartehalle, Heimatstil, um 1910 | weitere Bilder Fotos hochladen |
| Naturfreundehaus Finsterbrunnertal | nordöstlich des Ortes im Finsterbrunnertal Lage | um 1910                           | Walmdachbau, Heimatstil, um 1910 | Fotos hochladen                |